# Маршалл (округ, Южная Дакота)
Округ Маршалл (англ. Marshall County) располагается в США, штате Южная Дакота. Официально образован 1885 году. По состоянию на 2010 год, численность населения составляла 4656 человек. Получил своё название в честь местного жителя Маршалла Винсента.

## География
По данным Бюро переписи США, общая площадь округа равняется 2290 км², из которых 2170 км² суша и 120 км² или 5,4 % это водоёмы. В окружном центре Бриттон средняя температура июля составляет 22 °С со средним максимумом 29 °С, средняя температура января — −12 °С со средним минимумом −18 °С.

### Соседние округа
- Сарджент — север.
- Ричленд — северо-восток.
- Робертс — восток.
- Дей — юг.
- Браун — запад.

## Население
По данным переписи населения 2000 года в округе проживает 4 576 жителей в составе 1 844 домашних хозяйств и 1 252 семей. Плотность населения составляет 2,00 человека на км2. На территории округа насчитывается 2 562 жилых строений, при плотности застройки около 1-го строения на км2. Расовый состав населения: белые — 92,59 %, афроамериканцы — 0,09 %, коренные американцы (индейцы) — 6,32 %, азиаты — 0,09 %, гавайцы — 0,00 %, представители других рас — 0,22 %, представители двух или более рас — 0,70 %. Испаноязычные составляли 0,76 % населения независимо от расы.
В составе 29,80 % из общего числа домашних хозяйств проживают дети в возрасте до 18 лет, 57,20 % домохозяйств представляют собой супружеские пары проживающие вместе, 6,50 % домохозяйств представляют собой одиноких женщин без супруга, 32,10 % домохозяйств не имеют отношения к семьям, 30,10 % домохозяйств состоят из одного человека, 16,10 % домохозяйств состоят из престарелых (65 лет и старше), проживающих в одиночестве. Средний размер домохозяйства составляет 2,43 человека, и средний размер семьи 3,04 человека.
Возрастной состав округа: 27,00 % моложе 18 лет, 5,10 % от 18 до 24, 22,80 % от 25 до 44, 23,80 % от 45 до 64 и 23,80 % от 65 и старше. Средний возраст жителя округа 42 лет. На каждые 100 женщин приходится 100,00 мужчин. На каждые 100 женщин старше 18 лет приходится 96,80 мужчин.
Средний доход на домохозяйство в округе составлял 30 567 $, на семью — 36 295 $. Среднестатистический заработок мужчины был 27 241 $ против 17 872 $ для женщины. Доход на душу населения составлял 15 462 $. Около 10,40 % семей и 13,90 % общего населения находились ниже черты бедности, в том числе — 19,00 % молодежи (тех, кому ещё не исполнилось 18 лет) и 14,00 % тех, кому было уже больше 65 лет.